# Spatalia
Spatalia is een geslacht van vlinders van de familie tandvlinders (Notodontidae).

## Soorten
- S. argentina (Denis & Schiffermüller, 1775)
- S. dives Oberthür, 1884
- S. doerriesi Graeser, 1888
- S. jezoensis Wileman & South, 1916
- S. plusiotis Oberthür, 1880